# 邦夫 (呼出)
邦夫（くにお、1973年（昭和48年）5月19日 - ）は、大相撲の十両呼出である。本名は前川 邦朗（まえかわ くにお）。埼玉県上尾市出身。若松部屋→高砂部屋所属。血液型はAB型。
張りのあるオペラ風の低音の美声で知られる人気の高い呼出である。

## 履歴
- 1992年3月場所 - 初土俵。
- 1994年7月場所 - 呼出の番付制導入により、序ノ口呼出となる。
- 1995年1月場所 - 序二段呼出に昇進。
- 1996年1月場所 - 三段目呼出に昇進。
- 2002年1月場所 - 幕下呼出に昇進。
- 2002年9月場所 - 十両呼出に昇進。